# Chargenprozess
Der Chargenprozess oder Batchproduktion oder Satzbetrieb ist ein diskontinuierliches Produktionsverfahren zum Beispiel zur Synthese von Chemikalien. Hierbei ist der Prozess für die Leittechnik definiert durch die DIN IEC 60050-351 als „Gesamtheit von aufeinander einwirkenden Vorgängen in einem System, durch die Materie, Energie oder Information umgeformt, transportiert oder gespeichert wird“.

„Chargenprozess (batch process): Ein Prozess, der zur Herstellung von abgegrenzten Stoffmengen führt, indem Mengen von Einsatzstoffen unter Nutzung einer oder mehrerer Einrichtungen innerhalb eines abgegrenzten Zeitraums einer geordneten Folge von Prozessaktivitäten unterzogen werden.“

Batchprozess (englisch batch: „Stapel“) ist ein in der Reaktionstechnik etablierter Begriff. Man bezeichnet damit Prozesse, die als „Stapel“, das heißt streng nacheinander, abgearbeitet werden. Die Batchproduktion ist ein Spezialfall der diskontinuierlichen Produktion. Dabei wird eine durch das Fassungsvermögen eines Produktionsgefäßes (z. B. Reaktor, Mischer) begrenzte Materialmenge als Ganzes dem Arbeitssystem zugeführt und ihm als Ganzes nach Abschluss des Produktionsprozesses entnommen. Das Gegenstück zur chargenweisen Handhabung ist ein kontinuierlicher Prozess.
In der chemischen Industrie bedeutet Batchproduktion, dass das Produkt durch einen oder mehrere Reaktoren läuft und dort so lange verbleibt, bis die Reaktion abgelaufen ist und der nächste Produktionsschritt vollzogen werden kann.

## Zeitlicher Ablauf

Konzentrationsverläufe im Batchprozess während der Reaktionsphase

Ein typischer Batchprozess hat folgenden zeitlichen Ablauf:
- vollständige Befüllung des Reaktionsgefäßes mit den Ausgangsstoffen (Edukte)
- Reaktion der Edukte, deren Konzentration kontinuierlich fällt, zu Produkten, deren Konzentration kontinuierlich ansteigt (siehe auch Stöchiometrie).
- Entleerung des Reaktionsgefäßes und Weiterleitung der Produkte zum Downstream-Prozess
- Vorbereitung des Reaktionsgefäßes auf die nächste Befüllung (Reinigung, Wartung)

## Vergleich von Chargenprozessen und kontinuierliche Verfahren
In manchen Anwendungen wird der Chargenprozess zur Herstellung kleinerer Produktmengen verwendet (zum Beispiel in Miniplants). Für Großanlagen entwickelt man wenn möglich ein kontinuierliches Verfahren, da dieses eine höhere Produktivität durch geringere Stillstandszeiten aufweist, die sich beispielsweise durch die nötige Reinigung vor dem nächsten Chargenprozess ergeben würden.
| Richtwerte    | Chargenprozesse                            | kontinuierliches Verfahren |
| ------------- | ------------------------------------------ | -------------------------- |
| Kapazität     | niedrig                                    | mittel bis hoch            |
| Phasenzustand | flüssig (Spezialfälle fest oder gasförmig) | flüssig und/oder gasförmig |
| Temperatur    | niedrig                                    | hoch                       |
| Druck         | niedrig                                    | hoch                       |
| Produkt       | Spezialprodukte                            | Großprodukte               |
| Flexibilität  | groß                                       | klein                      |

Allerdings kann in Großtechnischen Betrieben durch mehrere Reaktoren, welche im Chargenprozess den gleichen Stoff herstellen, eine annähernd Kontinuierliche Produktion stattfinden. Dabei ist die Erfahrung des Anlagenfahrers ausschlaggebend um den Produktionsprozess dauerhaft und kontinuierlich am Laufen zu halten. Somit können auch Großprodukte im Chargenprozess kontinuierlich hergestellt werden. Wichtig ist hierbei, dass ein späterer, weiterer Aufarbeitungsschritt kontinuierlich betrieben werden kann (z. B. der feed eines Strippers oder eine Rektifikationskolonne).